# Велико Војловце
Велико Војловце је насеље у Србији у општини Лебане у Јабланичком округу. Према попису из 2022. било је 215 становника.

## Прошлост
На месту данашњег насеља налазе се рушевине некадашњег манастира Војловице. По народном предању његови калуђери су склањајући се пред Турцима, давно избегли у Банат, где су код Панчева, обновили манастир Војловицу.

## Демографија
У насељу Велико Војловце живи 291 пунолетни становник, а просечна старост становништва износи 44,4 година (42,3 код мушкараца и 46,5 код жена). У насељу има 100 домаћинстава, а просечан број чланова по домаћинству је 3,58.
Ово насеље је великим делом насељено Србима (према попису из 2002. године), а у последња три пописа, примећен је пад у броју становника.
|  |

| Демографија | Демографија | Демографија |
| Година      | Становника  | Становника  |
| ----------- | ----------- | ----------- |
| 1948.       | 438         |             |
| 1953.       | 452         |             |
| 1961.       | 458         |             |
| 1971.       | 440         |             |
| 1981.       | 425         |             |
| 1991.       | 375         | 375         |
| 2002.       | 358         | 362         |
| 2011.       | 307         |             |
| 2022.       | 215         |             |

| Етнички састав према попису из 2002.‍ | Етнички састав према попису из 2002.‍ | Етнички састав према попису из 2002.‍ | Етнички састав према попису из 2002.‍ | Етнички састав према попису из 2002.‍ |
| ------------------------------------ | ------------------------------------ | ------------------------------------ | ------------------------------------ | ------------------------------------ |
|                                      |                                      |                                      |                                      |                                      |
| Срби                                 | Срби                                 |                                      | 333                                  | 93,01%                               |
| Роми                                 | Роми                                 |                                      | 22                                   | 6,14%                                |
| Македонци                            | Македонци                            |                                      | 1                                    | 0,27%                                |
| Бугари                               | Бугари                               |                                      | 1                                    | 0,27%                                |

| Година пописа     | 1948. | 1953. | 1961. | 1971. | 1981. | 1991. | 2002. |
| ----------------- | ----- | ----- | ----- | ----- | ----- | ----- | ----- |
| Број домаћинстава | 64    | 69    | 79    | 89    | 94    | 100   | 100   |

| Број чланова      | 1  | 2  | 3  | 4  | 5 | 6  | 7 | 8 | 9 | 10 и више | Просек |
| ----------------- | -- | -- | -- | -- | - | -- | - | - | - | --------- | ------ |
| Број домаћинстава | 13 | 28 | 16 | 11 | 7 | 17 | 6 | 0 | 2 | 0         | 3,58   |

| Пол    | Укупно | Неожењен/Неудата | Ожењен/Удата | Удовац/Удовица | Разведен/Разведена | Непознато |
| ------ | ------ | ---------------- | ------------ | -------------- | ------------------ | --------- |
| Мушки  | 154    | 33               | 113          | 7              | 1                  | 0         |
| Женски | 154    | 15               | 111          | 26             | 2                  | 0         |
| УКУПНО | 308    | 48               | 224          | 33             | 3                  | 0         |

| Пол    | Укупно                    | Пољопривреда, лов и шумарство | Рибарство                            | Вађење руде и камена | Прерађивачка индустрија       |
| ------ | ------------------------- | ----------------------------- | ------------------------------------ | -------------------- | ----------------------------- |
| Мушки  | 93                        | 73                            | 0                                    | 0                    | 6                             |
| Женски | 56                        | 49                            | 0                                    | 0                    | 5                             |
| УКУПНО | 149                       | 122                           | 0                                    | 0                    | 11                            |
| Пол    | Производња и снабдевање   | Грађевинарство                | Трговина                             | Хотели и ресторани   | Саобраћај, складиштење и везе |
| Мушки  | 0                         | 2                             | 2                                    | 1                    | 3                             |
| Женски | 0                         | 0                             | 1                                    | 0                    | 0                             |
| УКУПНО | 0                         | 2                             | 3                                    | 1                    | 3                             |
| Пол    | Финансијско посредовање   | Некретнине                    | Државна управа и одбрана             | Образовање           | Здравствени и социјални рад   |
| Мушки  | 0                         | 1                             | 2                                    | 2                    | 1                             |
| Женски | 0                         | 0                             | 0                                    | 0                    | 1                             |
| УКУПНО | 0                         | 1                             | 2                                    | 2                    | 2                             |
| Пол    | Остале услужне активности | Приватна домаћинства          | Екстериторијалне организације и тела | Непознато            | Непознато                     |
| Мушки  | 0                         | 0                             | 0                                    | 0                    | 0                             |
| Женски | 0                         | 0                             | 0                                    | 0                    | 0                             |
| УКУПНО | 0                         | 0                             | 0                                    | 0                    | 0                             |